# Солунски преврат
Солунският преврат или Движението за национална отбрана (на гръцки: Κίνημα της Εθνικής Αμύνης) е военен преврат, извършен на 17 август 1916 година в Солун. Предвождан е от офицери от гръцката армия, които се противопоставят на кралското правителство в Атина през Първата световна война и подрекпят бившия министър-председател на страната Елевтериос Венизелос и силите на Антантата. С поддръжката на съюзнически сили в района като част от Солунския фронт движението за национална отбрана установява контрол над Солун и земите около него. Скоро след това Венизелос и хората му пристигат в града и създават Временно правителство на националната отбрана, което се включва в Първата световна война на страната на Антантата. Тези събития бележат кулминацията на т.нар. Национална схизма в гръцкия политически живот.